# NGC 4385
NGC 4385 is een balkspiraalstelsel in het sterrenbeeld Maagd. Het hemelobject ligt 110,8 miljoen lichtjaar van de Aarde verwijderd en werd op 22 maart 1865 ontdekt door de Duitse astronoom Albert Marth.

## Synoniemen
- UGC 7515
- IRAS 12231+0050
- MCG 0-32-9
- ZWG 14.34
- MK 52
- UM 499
- PGC 40564